# Marek Domagała

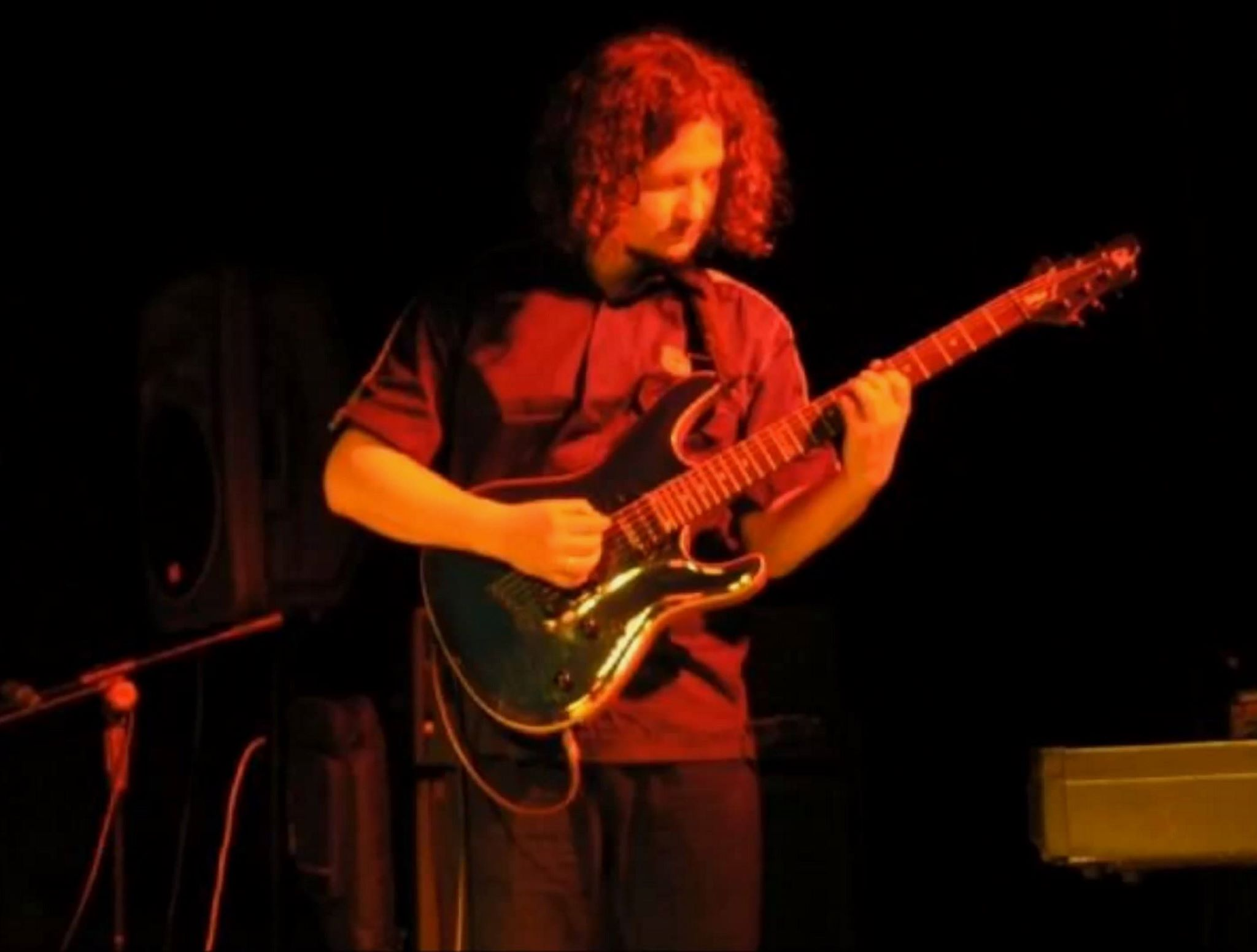
Marek Domagała podczas koncertu Amaryllis

Marek Domagała (ur. 1968 w Prudniku) – polski muzyk, gitarzysta, reżyser, producent, scenarzysta, oraz okazjonalnie aktor. Jeden z założycieli grupy Amaryllis.

## Życiorys
Urodził się w Prudniku, gdzie w wieku 16 lat wraz z Arturem Delinowskim, Grzegorzem Krasem i Markiem Ostrowskim założył zespół Wsteczny Bieg grający rock and roll. Grupa była znana lokalnie. Następnie grał w kilku innych zespołach, między innymi Dekalog, ETC i Apex. Mieszka w Poznaniu.
Wraz z żoną Ewą Domagałą w 2004 założył zespół Amaryllis grający rock progresywny. Był członkiem Klubu Ludzi Piszących w Prudniku. Jest absolwentem Uniwersytetu im. Adama Mickiewicza w Poznaniu.
Karierę filmową rozpoczął w 1998. Jest współzałożycielem 3iStudio i twórcą studia filmowego Vision Tree. Współpracował między innymi z Piotrem Gulczyńskiim, Michałem Szpakiem, Przemysławem Jasielskim oraz zespołami Lombard, Illuminandi, Taraka.

## Dyskografia
- Inquietum Est Cor (2009)

## Filmografia
Na podstawie:
- 2006: Zajarzyć Jarzynę – muzyka
- 2012: Zapomniane męczeństwo – montaż, korekta barwna, postprodukcja obrazu, wybór muzyki
- 2014: Polacy w Rzymie i Watykanie – montaż, opracowanie muzyczne, korekta barwna
- 2016: Żołnierz Niezłomny Kościoła – montaż, postprodukcja dźwięku, postprodukcja obrazu
- 2018: Speed Love – scenariusz, reżyseria, montaż, obsada aktorska, napisy